# The Streets of New York (film)
Pour le film de 1939, voir Streets of New York.
Pour plus de détails, voir Fiche technique et Distribution.

The Streets of New York est un film muet américain réalisé par Burton L. King, sorti en 1922.

## Fiche technique
- Titre : The Streets of New York
- Réalisation : Burton L. King
- Scénario : Leota Morgan (en), d'après sa pièce
- Photographie : Alfred Ortlieb
- Producteur : Burton L. King
- Société de production : Burton King Productions
- Société de distribution : Arrow Film Corporation
- Pays de production :  États-Unis
- Langue : Anglais
- Métrage : 1 993,7 m
- Format : Noir et blanc — 35 mm — 1,33:1 — Muet
- Genre : Film dramatique
- Durée : 67 minutes (1 h 7)
- Date de sortie : 
  - États-Unis : 15

## Distribution
- Anders Randolf : Gideon Bloodgood
- Leslie King : Badger
- Barbara Castleton : Lucy Bloodgood
- Edward Earle : Paul Fairweather
- Dorothy Mackaill : Sally Ann
- Kate Blancke : Jenny